# Lazzarino
Lazzarino es una localidad argentina ubicada en el departamento General López de la provincia de Santa Fe. Se encuentra a 2 km de la Ruta Nacional 33 y del pueblo de Amenábar.

## Historia
El pueblo y colonia fue fundado a fines del siglo XIX por Félix Lazzarino, elevado al rango de pueblo en 1900 y cuenta con comisión de fomento desde 1902. En sus orígenes incluía la localidad de Amenábar, hasta que esta última se separó en 1965, incluso compartieron cementerio mucho tiempo después. El apogeo estuvo hasta 1930, año en que llegó el ferrocarril a la zona que favoreció a Amenábar. La principal actividad económica es la agricultura, y la mayoría de sus habitantes trabajan en la Estancia La Barrancosa, donde también se fabrican quesos. Cuenta con agua potable, energía eléctrica y teléfono.

## Población
Cuenta con 461 habitantes (Indec, 2010), lo que representa un descenso frente a los 472 habitantes (Indec, 2001) del censo anterior.
| Gráfica de evolución demográfica de Lazzarino entre 1991 y 2010 |
|                                                                 |
| Fuente: Censos nacionales del INDEC                             |

## Parroquias de la Iglesia católica en Lazzarino
| Diócesis  | Venado Tuerto         |
| --------- | --------------------- |
| Parroquia | Dulce Nombre de María |